# Buchi Emecheta
Florence Onyebuchi "Buchi" Emecheta, född 21 juli 1944 i Lagos, död 25 januari 2017 i London, var en nigeriansk-brittisk författare som bland annat skrivit boken Andra klassens medborgare.

## Biografi
Buchi Emecheta föddes i Lagos tillhörande folkgruppen igbo och blev tidigt föräldralös. Hon förlovade sig då hon var elva år och gifte sig då hon var sjutton år. Hon flyttade till London 1962. Då hon var 22 år gammal lämnade hon maken och arbetade i flera år som bibliotekarie innan hon tog en examen i sociologi och arbetade som socialarbetare. Hon hade fem barn. Hon var ledamot av den brittiska statens konstfond och startade eget förlag som har givit ut många av hennes böcker.
1972 utkom hennes första bok In the Ditch. Där, liksom i nästa bok Second-Class Citizen (1974), skildrar hon sitt eget liv i London och kampen att ta sig ur fattigdom och förtryck. Dessa två böcker har publicerats i en volym som Adah's Story (1983). Samma tid har Emecheta också skildrat i självbiografin Head Above Water: An Autobiography 1984.
Ett återkommande tema i Emechetas böcker är konflikten mellan den traditionella kvinnorollen och det moderna kvinnolivet.

## Böcker översatta till svenska
Barnböcker
- Brottningsmatchen, 1983 (The Wrestling Match, 1981)

Romaner för vuxna
- Det okända brudparet, 1983 (The Moonlight Bride, 1981)
- En kvinna, en mor, 1986 (The Joys of Motherhood, 1979)
- Andra klassens medborgare, 1987 (Second-Class Citizen, 1974)
- Destination Biafra, 1988 (Destination Biafra, 1982)
- Gwendolen, 1990 (Gwendolen, 1989)
- Tvillingrösten, 1997 (Kehinde, 1994)